# 우수리스크역
우수리스크역(Уссурийск вокзал)은 러시아 극동 연방관구 우수리스크에 있는 역으로, 시베리아 횡단철도의 철도역이다.
시베리아 횡단철도의 역이며, 장거리 및 근교 열차의 모든 열차가 정차한다. 또한 중국 쑤이펀허 방면에서 동청철도(東淸鐵道, 그로데코보 지선)의 연결 역이다.